# Sune Reuterwall
Sune Elias Reuterwall, född 20 oktober 1900 i Stockholm, död 11 februari 1977 i Danderyd, var en svensk ämbetsman.
Reuterwall avlade studentexamen i Stockholm 1919. Han hade anställning som kamrer på Texaco 1922–1930 och var ekonomidirektör där 1930–1942. Reuterwall övergick sedan till den offentliga sektorn: han blev byråchef vid Flygförvaltningen 1942, överdirektör 1945 och var generaldirektör och chef för Krigsmaterielverket 1948–1955. Sune Reuterwall är begravd på Danderyds kyrkogård.